# Chindnoor, Chincholi
Chindnoor là một làng thuộc tehsil Chincholi, huyện Gulbarga, bang Karnataka, Ấn Độ.